# Maniac (Girlicious)
Maniac è il secondo singolo tratto dal secondo album delle Girlicious, intitolato Rebuilt. Il singolo è stato pubblicato ufficialmente il 6 aprile 2010, ma è stato diffuso nella radio il 23 marzo dello stesso anno; inoltre una preview di 1:30 era stata pubblicata online sul sito ufficiale della band il 22 marzo 2010. L'intera canzone è stata eseguita per la prima volta il 12 marzo 2010 al CHUM FM FanFest 2010 e successivamente il 4 giugno al Toronto Pride.
La canzone è stata scritta da B. Paschke, D. Ryan Scott, J. Persson. Durante un'intervista con J-14, le Girlicious hanno spiegato l'idea della canzone. Natalie Mejia ha dichiarato: "Parla di un amore che rende pazza. Sai come l'amore possa essere. È una legge universale". Nichole Cordova aggiunse: "Tutte siamo passate per un amore pazzo ed è di questo che la canzone parla".

## Video
Il video musicale della canzone è stato girato il 6 aprile 2010 ad East Los Angeles, California, in un ospedale abbandonato. Il video è stato diretto da Kyle Davison ed è stato pubblicato il 4 maggio 2010. Il video inizia con le tre ragazze chiuse in tre gabbie separate in cui danzano e cantano. La scena si sposta su Chrystina che si trova su un tavolo operatorio e un ballerino che le balla attorno. Seguono due scene di balle con tutte e tre le ragazze: nella prima scena le tre ragazze ballano lungo un corridoio, nella seconda invece ballano sotto l'acqua che cade da soffitto. Tra le due scene, c'è la scena "solista" di Nichole, nella quale la ragazze canta la sua parte sopra un letto e due ballerini si esibiscono intorno a lei. Ne segue la scena di Natalie, che si trova in un angolo e balla circondata da ballerini. Nella scena finale, le Girlicious e i ballerini effettuano altre coreografie finché le tre ragazze non vengono chiuse all'interno di una gabbia.

## Classifiche
Il singolo non ha avuto molto successo, infatti nella prima settimana ha raggiunto la posizione numero 74 della Canadian Hot 100 w vi rimase per sole due settimane; ha avuto invece molto successo in Serbia dove ha raggiunto la posizione numero 11 della Top 50 Srbija. 
Il video di Maniac è diventato il video più richiesto e visto su Portal PopLine MTV Brazil, con oltre 200.000 visualizzazioni.
| Classifica (2008) | Posizione massima |
| ----------------- | ----------------- |
| Canadian Hot 100  | 74                |
| Top 50 Srbija     | 11                |

## Date di pubblicazione
- 23 marzo 2010 (nelle radio)
- 6 aprile 2010 (versione digitale)[1]